# INiS
iNiS Corporation (株式会社イニス, Kabushiki kaisha Inisu) est un studio japonais de développement de jeux vidéo spécialisé dans les jeux de rythme. Elle est cofondée par Keiichi Yano le 3 février 1997 sous la dénomination iNiS Ltd. Le nom iNiS est un acronyme signifiant « infinite Noise of the inner Soul » (littéralement : « bruit infini de l'âme intérieure »).
En 2000, l'entreprise change son nom pour iNiS Corporation. Elle a pour filiale Sonica Co., Ltd ., une société prestataire de solutions sonores fondée en 2001.
Le 1er avril 2020, Inis Jay Co., Ltd. change son nom pour LIONA Co., Ltd.

## Titres développés

### CD/DVD-ROM
| Titre                                          | Plates-formes         | Année de sortie |
| ---------------------------------------------- | --------------------- | --------------- |
| Penguin Piano                                  | NC                    | 1997            |
| Space Battleship Yamato Master Edition CD-ROM  | Windows/Mac OS hybrid | 1999            |
| Space Battleship Yamato Master Edition DVD-ROM | DVD                   | NC              |
| Picasso                                        | NC                    | (1997–2000)     |
| Safari Tokyo                                   | Windows               | 1998            |
| Kiseki No Maya Uranai                          | NC                    | 1998            |
| Minna no Tabetaku Ver.2                        | NC                    | 1999            |
| Roland VP-9000 promo CD-ROM                    | (CD-ROM)              | 2000            |

### Jeux vidéo
| Titre                                                  | Plates-formes         | Année de sortie |
| ------------------------------------------------------ | --------------------- | --------------- |
| beatmania Da!!                                         | Windows/Mac OS hybrid | 2000            |
| beatmania BEST Da!!                                    | Windows/Mac OS hybrid | 2000            |
| pop'n music Da!!                                       | Windows/Mac OS hybrid | 2000            |
| Gitaroo Man                                            | PlayStation 2         | 2001            |
| Gundam Pilot Academy                                   | Arcade                | 2002            |
| Osu! Tatakae! Ouendan                                  | Nintendo DS           | 2005            |
| Gitaroo Man Lives!                                     | PlayStation Portable  | 2006            |
| Rain Wonder Trip                                       | PlayStation Portable  | 2006            |
| Elite Beat Agents                                      | Nintendo DS           | 2006            |
| Moero! Nekketsu Rhythm Damashii Osu! Tatakae! Ōendan 2 | Nintendo DS           | 2007            |
| Anata mo DS de Classic Kiite Mimasenka?                | Nintendo DS           | 2007            |
| Lips                                                   | Xbox 360              | 2008            |
| Lips: Number One Hits                                  | Xbox 360              | 2009            |
| Lips: Canta en Español                                 | Xbox 360              | 2009            |
| Lips: Deutsche Partyknaller                            | Xbox 360              | 2009            |
| Lips: Party Classics                                   | Xbox 360              | 2010            |
| Lips: I ♥ The 80's                                     | Xbox 360              | 2011            |
| The Black Eyed Peas Experience                         | Xbox 360              | 2011            |
| Infinity Blade Cross                                   | iOS                   | 2012            |
| Anata Toshokan                                         | iOS, Android          | 2012            |
| Demons’ Score                                          | iOS, Android          | 2012            |
| Symphonica                                             | iOS                   | 2012            |
| The Hip Hop Dance Experience                           | Xbox 360              | 2012            |
| Karaoke                                                | Xbox 360              | 2012            |
| Eden to Green                                          | iOS, Android          | 2013            |
| Initial D Perfect Shift Online                         | Nintendo 3DS          | 2014            |